# نادي باشوندارا كينغز
باشوندارا كينغز (بالإنجليزية: Bashundhara Kings)‏، هو فريق كرة قدم مقره في دكا، بنغلاديش. حصد لقب بطولة بنجلاديش 2017 الدرجة الثانية من دوري كرة القدم للمحترفين في أول مشاركة له.